# Tira (Israel)
Tira (en hebreo: טירה y en árabe: الطـّيرة) es una ciudad del Distrito Central de Israel. Según la Oficina Central de Estadísticas de Israel (CBS), a finales de 2004 la ciudad tenía una población de 20,300 habitantes.